# Радянський Львів (журнал)
«Радянський Львів» — літературно-мистецький і громадсько-політичний журнал Львівської організації Спілки радянських письменників України.
Виходив з липня 1945 до лютого 1951. Продовженням «Радянського Львова» став журнал «Жовтень» (пізніше — перейменовано на «Дзвін»).